# Ivo Oberstein
Ivo Oberstein (* 18. května 1935 Zdice – 6. ledna 2024) byl český architekt, urbanista a vysokoškolský pedagog. Jeho nejvýznamnějším dílem je urbanistický projekt Jihozápadního města v Praze.

## Životopis
Ivo Oberstein se narodil v roce 1935 ve Zdicích, vyrůstal v Praze. V roce 1959 absolvoval na katedře urbanismu Fakultu architektury a pozemního stavitelství Českého vysokého učení technického v Praze. Po povinné vojenské službě pracoval v Projektovém ústavu v Karlových Varech. Od roku 1961 pracoval v Kanceláři hlavního architekta Prahy na územním plánu Prahy, na urbanistickém návrhu nové čtvrti Ďáblice. Se spolupracovníky se zúčastnil urbanistických soutěží na nové obytné čtvrti v Ústí nad Labem, v Košicích na Slovensku. V roce 1967 se spolupracovníky získal cenu za návrh městské části v Praze Jižní Město.
V roce 1968 vyhrál Ivo Oberstein 1. cenu v anonymní urbanistické soutěži na novou městskou část v Praze pro 65 tisíc obyvatel, nazvanou Jihozápadní Město (JZM). Tato městská část se stala pro Ivo Obersteina na další léta životním úkolem. 0d roku 1969 až do 1989 pracoval na urbanistických projektech a na realizaci Jihozápadního města. Nejprve vedl menší tým, od roku 1976 vedl Atelier 7 Projektového ústavu hlavního města Prahy, který byl do roku 1990 tvůrčím a koordinačním pracovištěm pro projekty a realizaci JZM. Ve druhé polovině 80. let také vyučoval na Fakultě architektury ČVUT.
V lednu 1990 byl Ivo Oberstein jmenován Hlavním architektem města Prahy. Pod jeho vedením byla zahájena tvorba nového Územního plánu Prahy, byl zpracován Plán stabilizovaných území, Urbanistická studie Pražské památkové rezervace, Studie nábřeží Vltavy a další. Spoluorganizoval „Workshop Praha 1991" pod záštitou prezidenta Václava Havla, na pozvání hlavních architektů evropských měst, přednášel o Praze jako o magickém historickém městě a o urbanistických vizích vývoje Prahy. Spolupracoval na zastavovacích podmínkách pro návrh Tančícího domu architektů Franka Gehryho a Vlada Miluniče na nábřeží Vltavy. V době velkého zájmu o Prahu dokázal ukončit některé nevhodné zahraniční návrhy, např. v roce 1992 stavbu mrakodrapu na Vítězném náměstí, který by převyšoval blízký Pražský hrad.
Od konce roku 1994 do roku 2007 vyučoval urbanismus a vedl studentské projekty na Fakultě architektury ČVUT v Praze. V roce 1995 byl jmenován docentem pro obor urbanismus, obhájil habilitační práci Soubor projektů a realizací 1960–1994. V roce 1999–2005 spolupracoval na urbanistickém návrhu radnice městské části JZM v Nových Butovicích, na návrhu parteru radnice se Slunečním náměstím a na návrhu dvou bytových domů s obchody. Sledoval a konzultoval dostavbu čtvrti JZM Nové Butovice a spolupracoval s vedením radnice městské části.

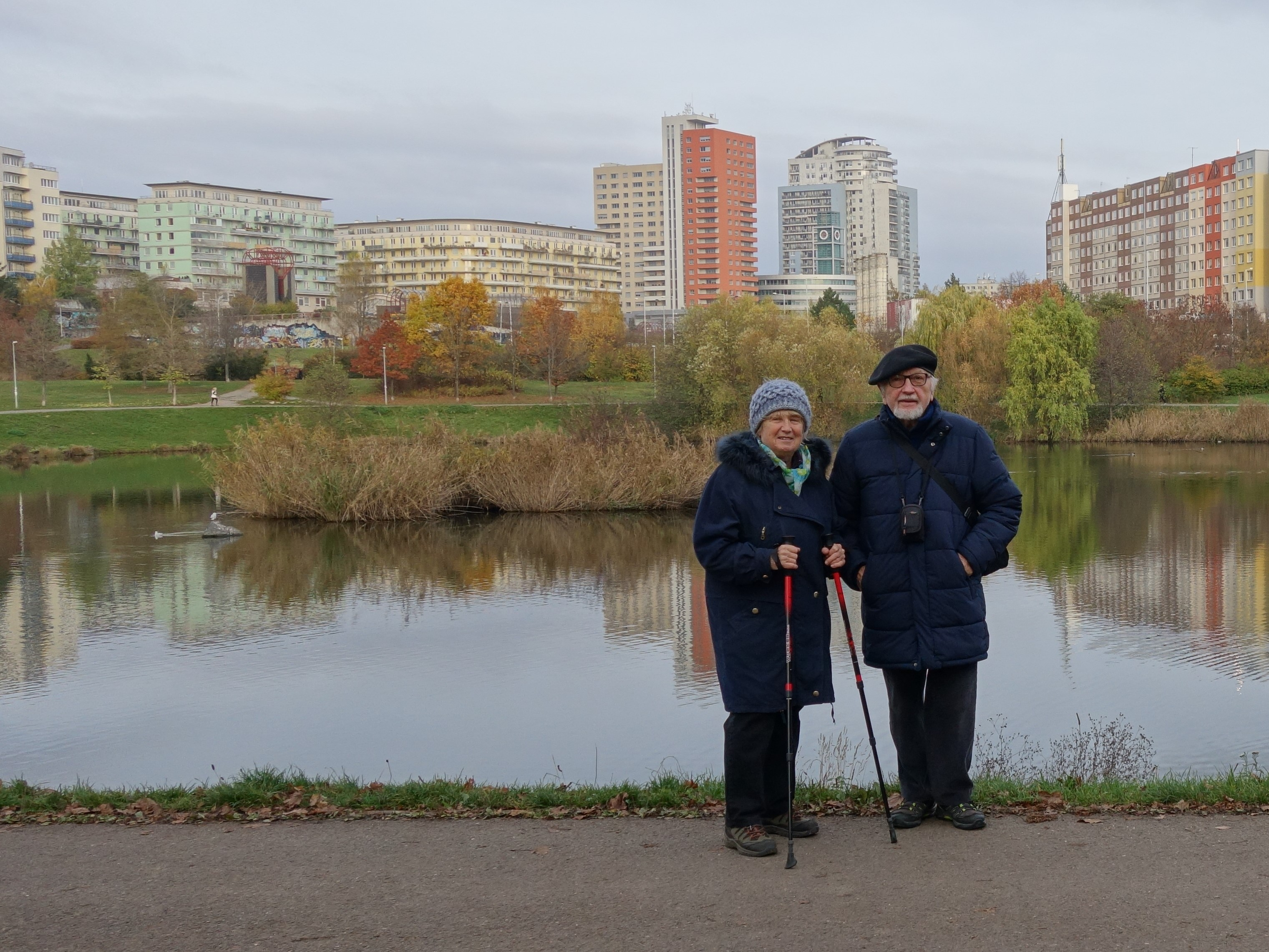
Ivo Oberstein s manželkou

Ve volných chvílích se Ivo Oberstein od mládí věnoval výtvarnému umění ve formě kreseb, akvarelů, olejových i počítačových obrazů, jeho koníčkem bylo také letecké modelářství a cyklistika.
V roce 2013 obdržel Grand Prix architektů za celoživotní dílo. V roce 2018 mu u příležitosti 100. výročí založení Československé republiky udělila Obec architektů České republiky Cenu Jože Plečnika za celoživotní přínos architektuře.
V roce 2023 byl nominován Obcí architektů na Cenu Patrika Abercrombieho za městské plánování a design UIA (Mezinárodní unie architektů).
Ivo Oberstein byl od roku 1960 ženatý s ing. arch. Miladou Obersteinovou, měli dvě dcery, sedm vnoučat a dvě pravnoučata. Spolu s částí své rodiny žil od začátku 90. let na Jihozápadním městě. Zemřel v lednu 2024 ve věku 88 let.

## Dílo
Nejvýznamnějším a celoživotním dílem Ivo Obersteina je projekt Jihozápadního Města v Praze, nové městské čtvrti pro 65 000 obyvatel.
Městská část byla ve vítězném soutěžním návrhu z roku 1968 navržena jako rychlodráhové město s jasným členěním čtyř čtvrtí s obchodními centry u pěti stanic metra, s krátkými pěšími cestami ke stanicím, s rozlehlým Centrálním parkem. Stanice metra jsou důležitými body, na území kolem nich je soustředěna obchodní a společenská vybavenost. Do těchto center vedou všechny hlavní pěší cesty, automobilové komunikace jsou zde pouze obslužné, v těchto místech neexistuje průjezdná doprava. Pěší docházku k pěti stanicím metra do osmi minut chůze má 75 % obyvatel čtvrtí Stodůlky, Lužiny, Nové Butovice. Celou zástavbou prochází páteřní pěší a cyklistická trasa.

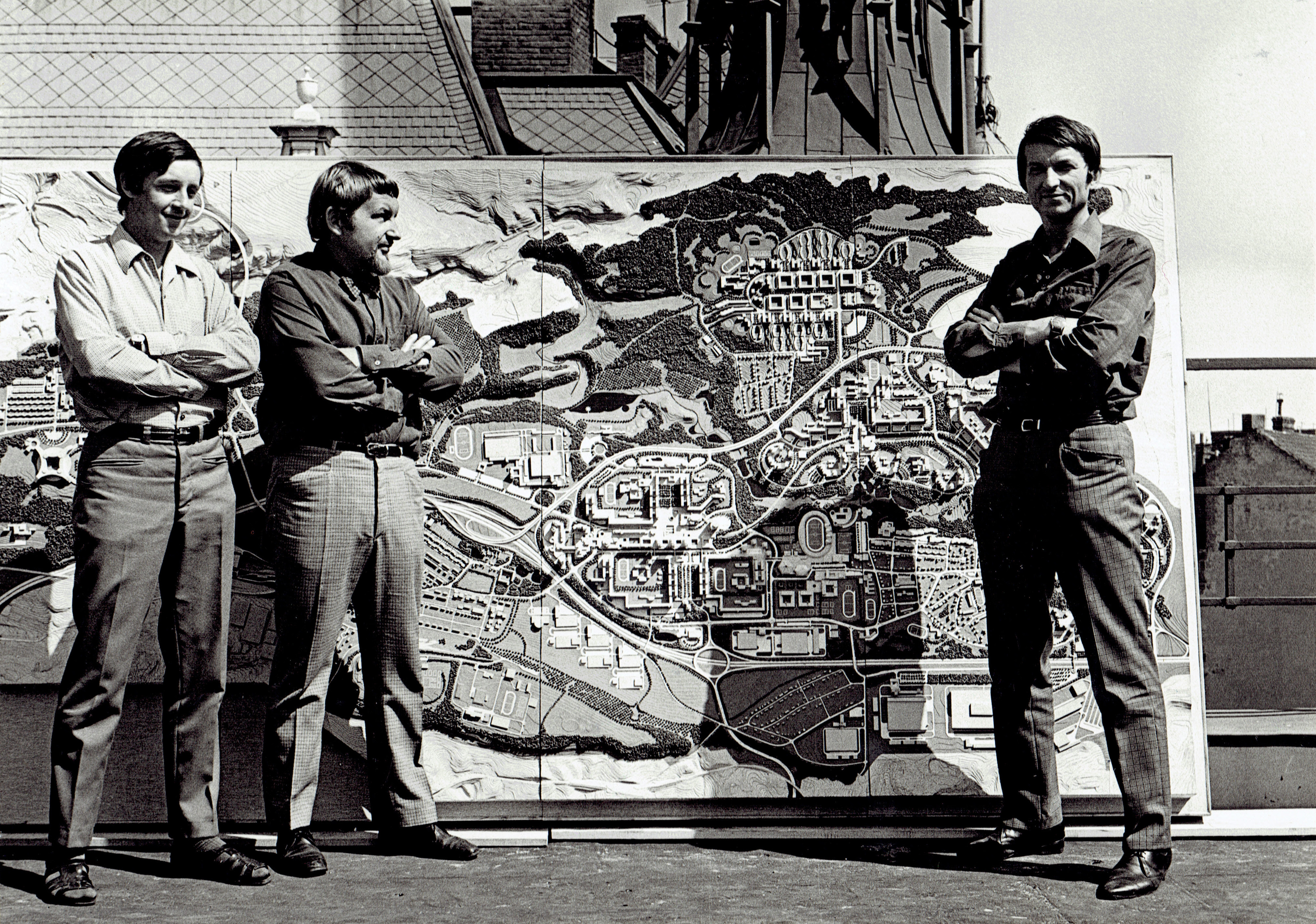
Model Jihozápadního Města v Praze a autoři projektu: Ing. arch. Václav Valtr, ing. arch. Ivo Oberstein a ing. arch. Milan Klíma

Uvnitř velkých obytných bloků s parkovou úpravou byly postaveny školy, mateřské školy, hřiště. Historická vesnice Stodůlky s kostelem sv. Jakuba Staršího byla zachována. Centrální park vznikal postupně a s mnohými potížemi od roku 1994, nyní je významným prvkem nové městské krajiny. Začíná v původní staré Panské zahradě ve Stodůlkách, prochází středem celého území a plynule navazuje na přírodní rezervaci Prokopské údolí. Pohledovou dominantu parku tvoří tubus metra. Již v územním plánu z roku 1975 byla navržena koncepce ekologického hospodaření se srážkovou vodou na celém území JZM. Srážkové vody odvádí samostatná oddílná kanalizace. Voda je předčišťována v usazovacích nádržích, z nichž teče do tří nových jezer v Centrálním parku, spojených původním potokem. Tím je redukováno povodňové riziko, jezera zlepšují mikroklima a zvyšují rekreační a estetickou hodnotu parku s již vzrostlými stromy.
Stejně jako valná většina ostatních rozsáhlých obytných celků postavených v Československu v době 50.–80. let bylo i Jihozápadní Město vystavěné jako panelové sídliště. Ivo Oberstein neměl v té době k panelovým domům vřelý vztah: "Já paneláky nenáviděl, protože to byl degenerovaný produkt totalitní doby. Ale udělal jsem se svým týmem maximum, jak je polidštit a co nejlépe vyřešit veřejné prostředí ulic, náměstí i klidných obytných prostor uvnitř bloků. Brali jsme to jako ohromnou výzvu, chodili jsme po ostatních rozestavěných sídlištích, sledovali technologii sice rychlé, zato však značně hrubé výstavby. V maximální míře jsme se chtěli vyvarovat chyb, které jsme tam viděli. Měli jsme radost ze všeho, co se nám povedlo vyřešit lépe – byť to byly někdy jen zdánlivé maličkosti“, řekl v jednom z rozhovorů v roce 2016. Architekti v Atelieru 7 proto věnovali velkou pozornost řešení parteru, některé prvky Ivo Oberstein se spolupracovníky nejen navrhl, ale také dokonce vlastnoručně stavěl.

Model Jihozápadního Města, 1978
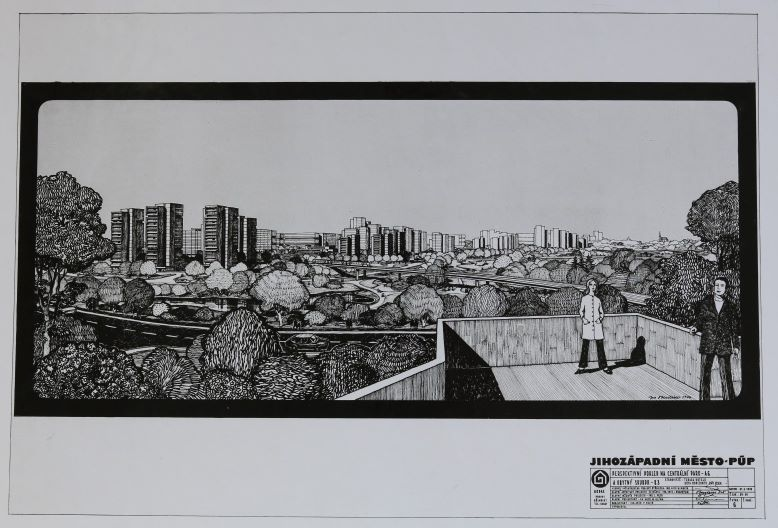
Kresba Centrálního parku Jihozápadního Města, autor Ing. arch. Ivo Oberstein, 1978